# Lunette de stèle

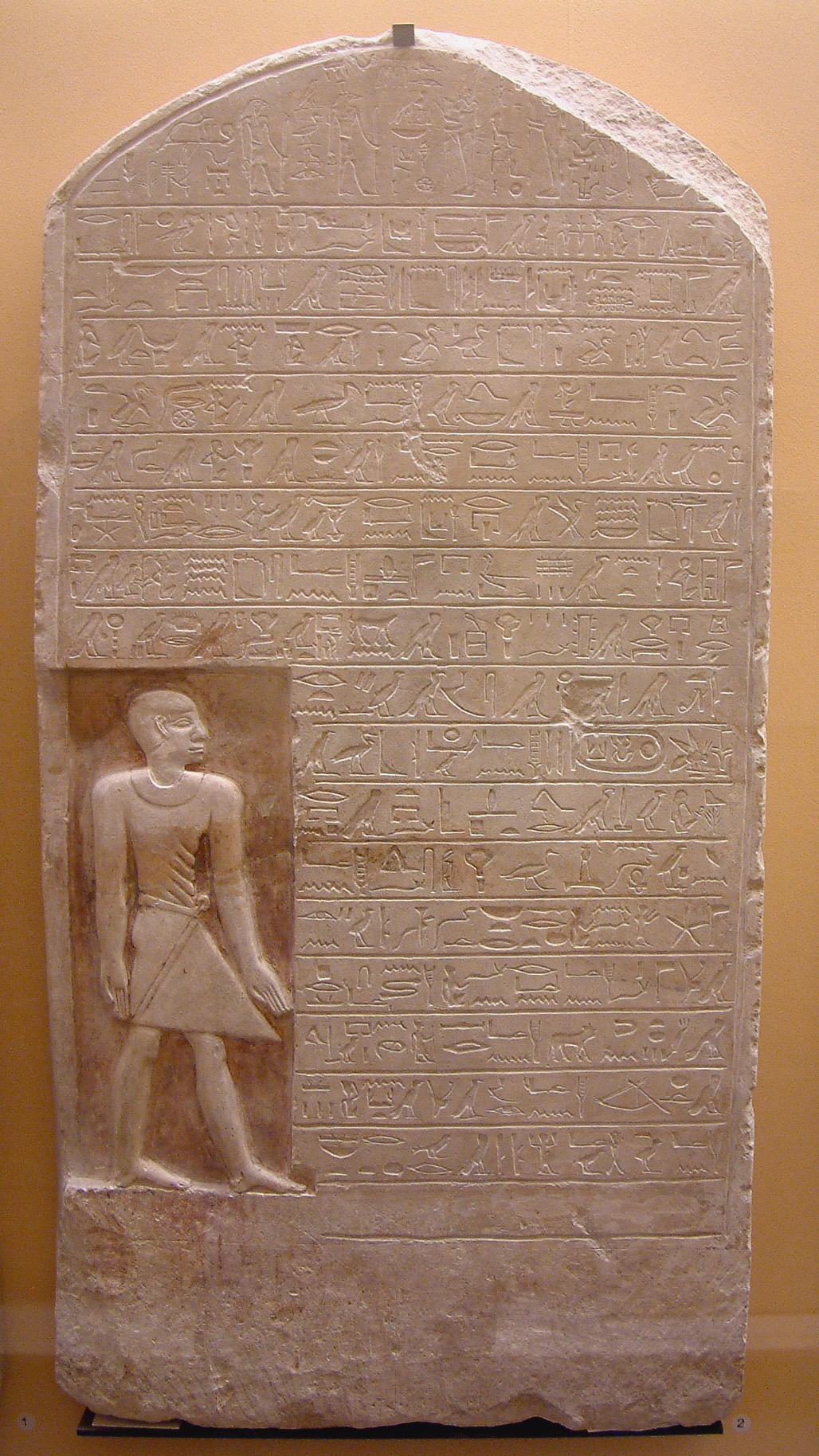
Lunette supérieure (mineure) sur le corps principal de la stèle profondément incisé et en bas-relief.

Une lunette de stèle est la partie supérieure incurvée d’une stèle, cette technique est devenue courante dans l’Égypte antique en tant que prélude au sujet de la stèle. Son utilisation se retrouve dans toutes les différentes catégories de stèles : funéraire, stèles de la victoire, autobiographique, de temple, votive, etc.
Les lunettes sont communes sur les stèles de l'Égypte antique ; le sujet de la stèle est présenté, avec les dieux honorifiques, les présentateurs, les individus, etc. qui sont présentés en premier plan, et souvent avec des énoncés hiéroglyphiques égyptiens.
Le corps principal de la stèle est ensuite présenté en dessous, souvent séparé par une ligne horizontale (registre), mais pas toujours. Dans les stèles égyptiennes, beaucoup ont des lignes horizontales de hiéroglyphes ; souvent, la lunette contient des énoncés verticaux plus courts en hiéroglyphes, parfois simplement les noms des individus représentés, des hiéroglyphes devant ou derrière l'individu.

## Période post-Amarna
À partir de la période post-Amarna, de nombreuses stèles personnelles adressent des exhortations aux divinités de l'Égypte antique ; les stèles aux dieux spécifiques « étaient érigées pour intervenir personnellement auprès du dieu local, souvent pour demander justice ou offrir une explication aux choses qui avaient mal tourné dans leur vie. Le défunt est représenté à genoux, les mains levées en signe de prière, ... ». Certaines stèles votives personnelles étaient munies d'oreilles (hiéroglyphes), pour représenter les dieux écoutant le suppliant.

## Lunettes de stèles

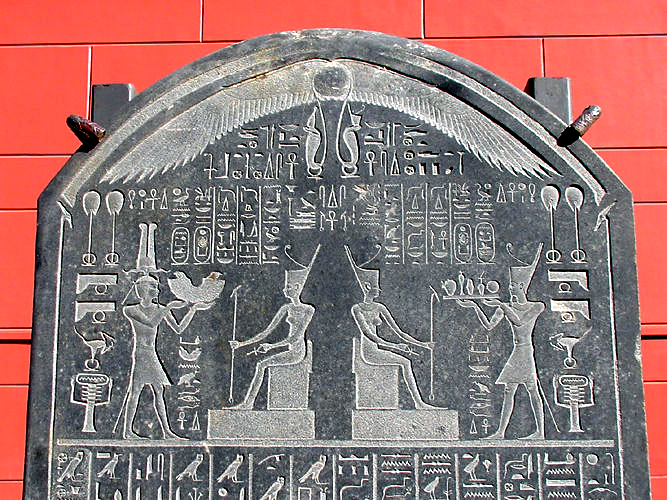
Stèle avec le Décret de Nectanébo Ier (la lunette occupe le tiers supérieur de la stèle)
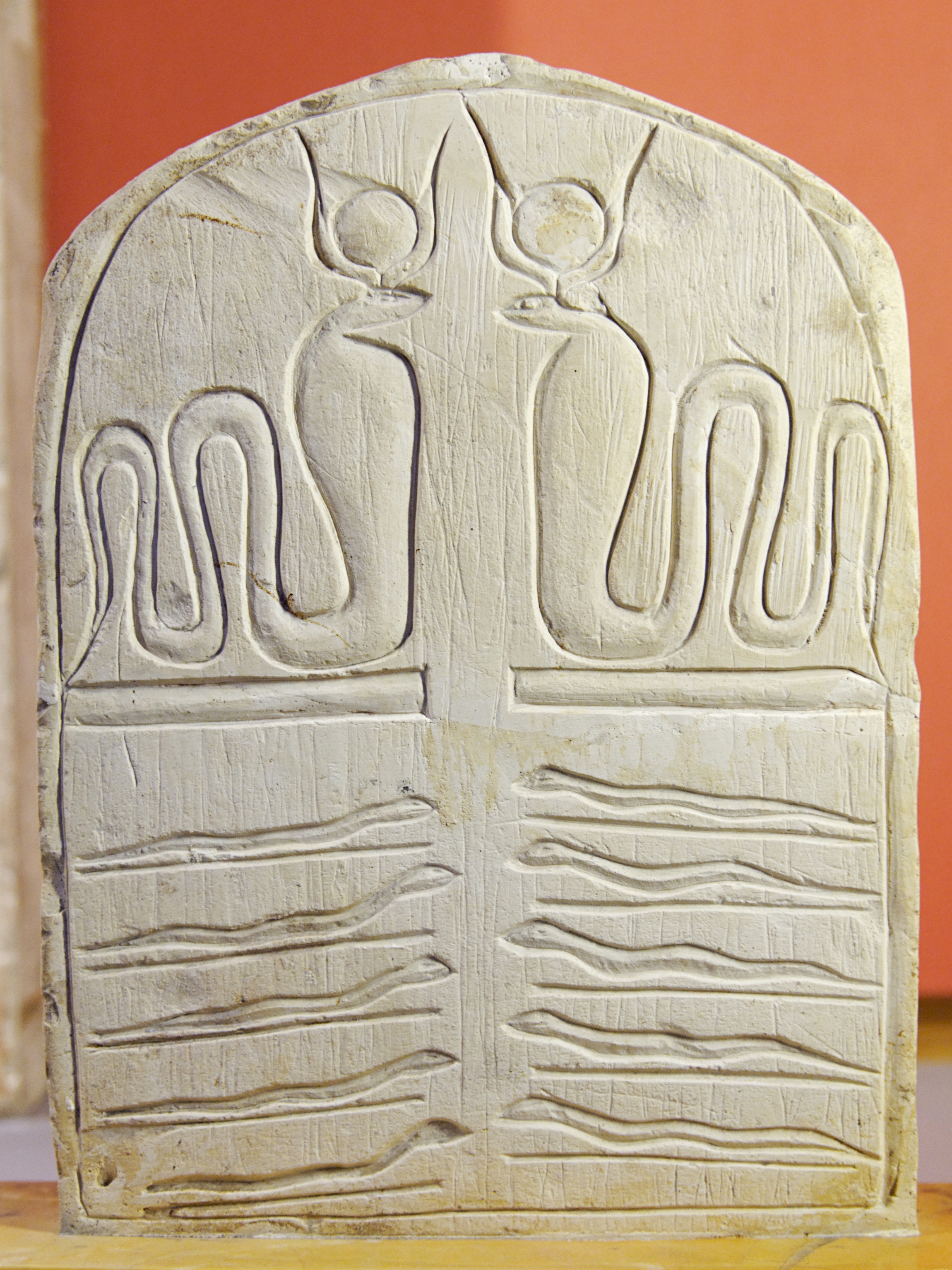
Stèle votive personnelle
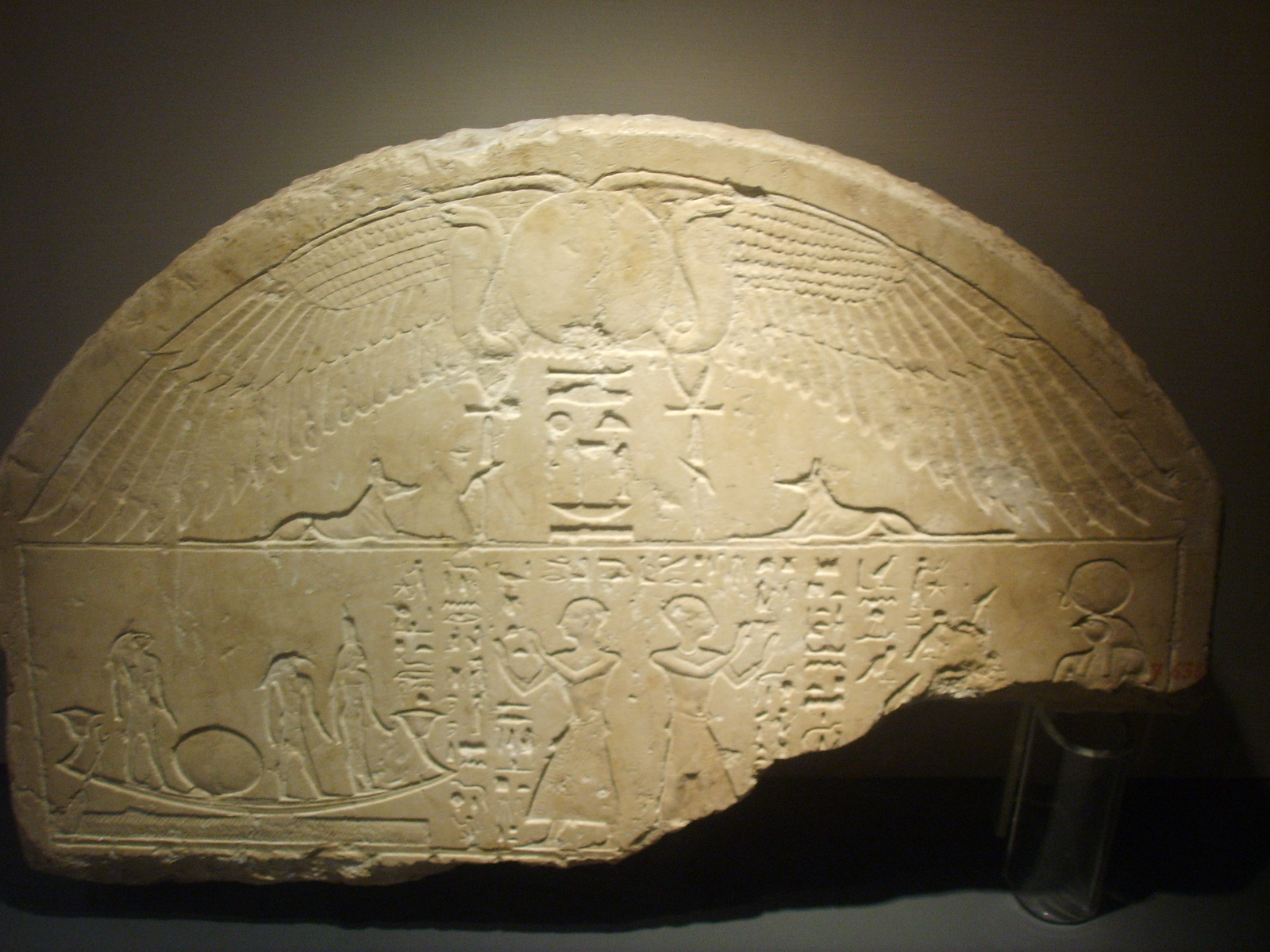
Exemple de lunette avec ailes, (remplissant le demi-cercle en haut de la stèle)
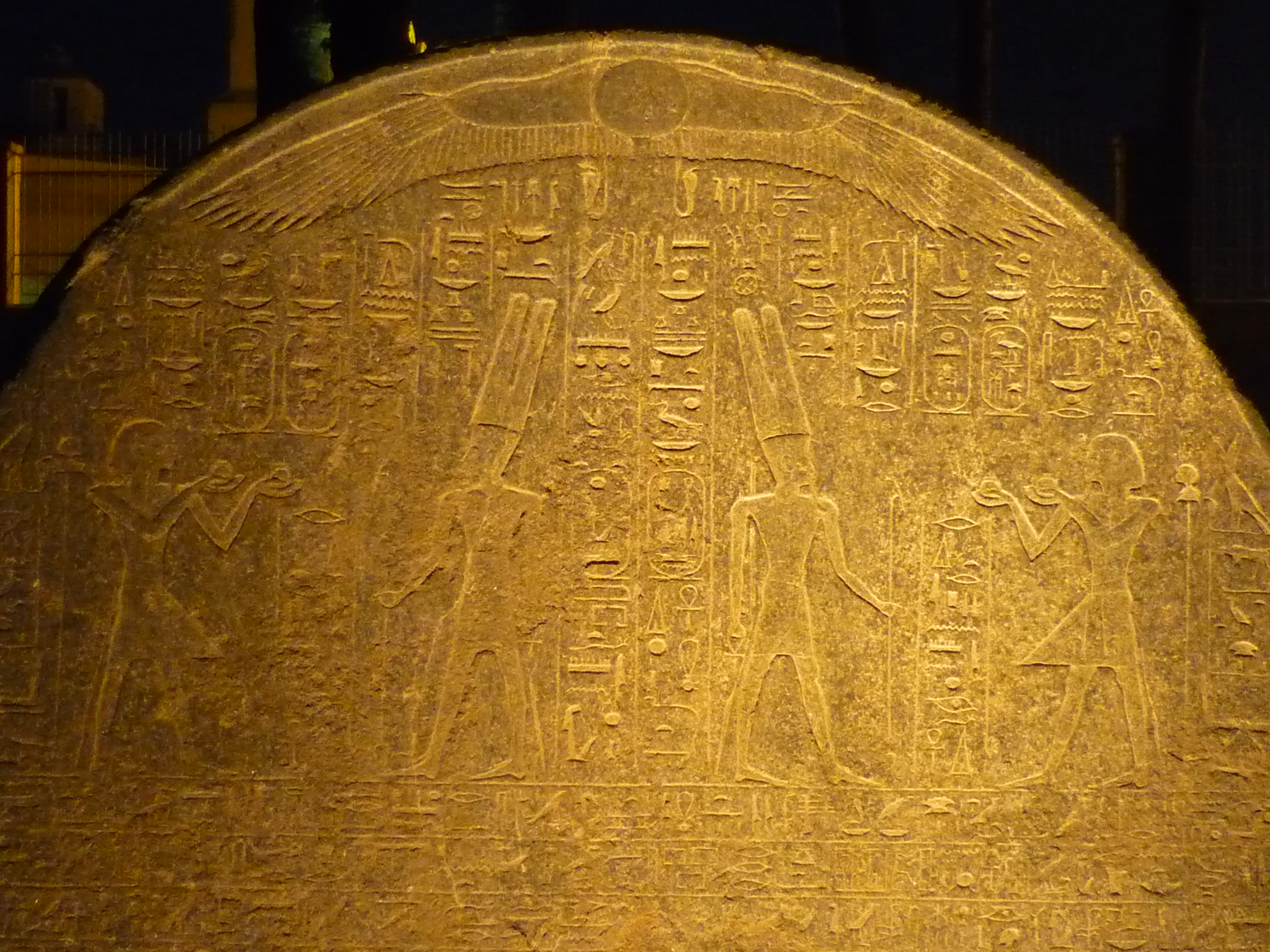
Lunette d'une stèle de l'Égypte antique, remplie de registres verticaux de hiéroglyphes.
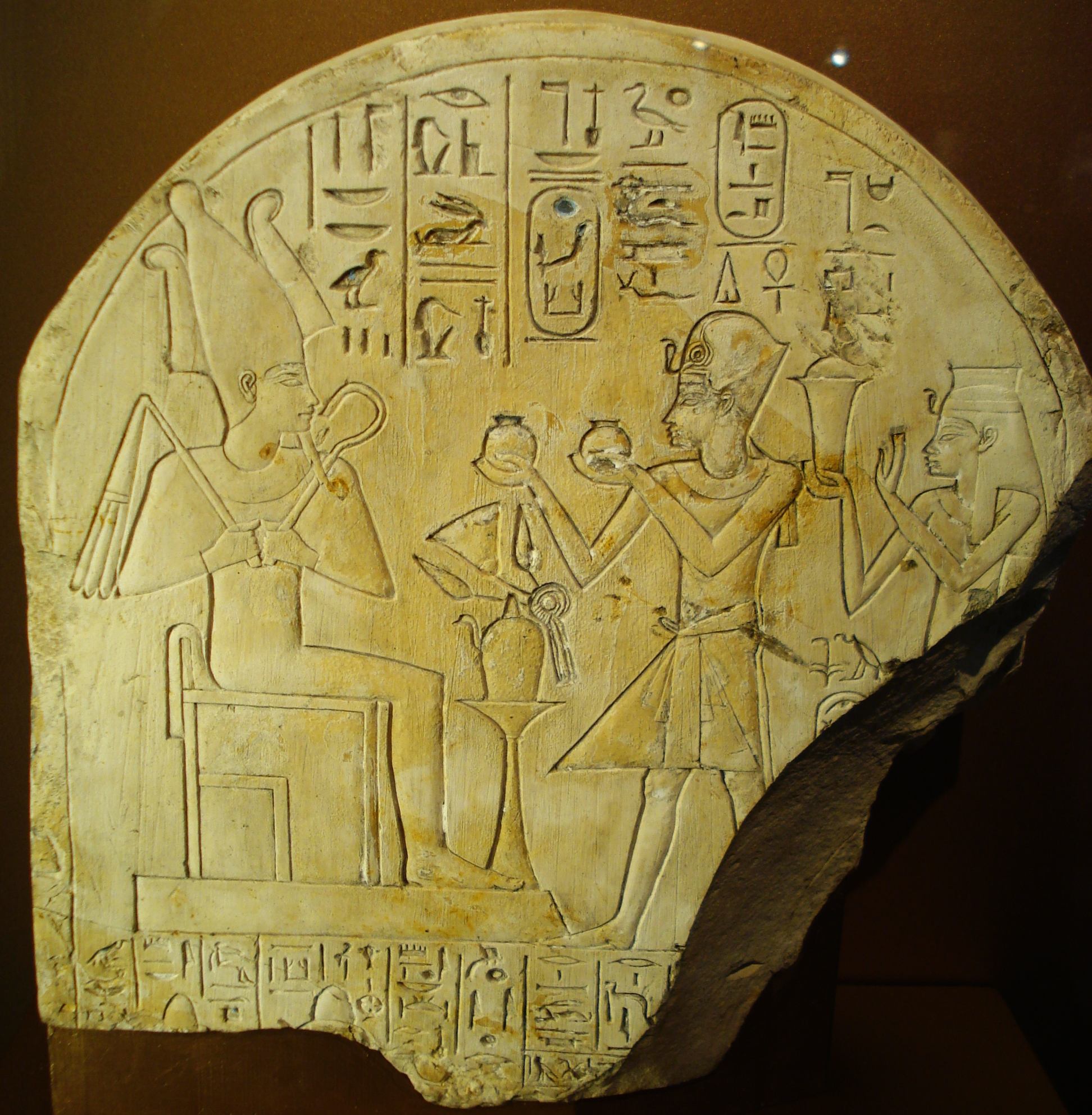
Stèle d'Amenhotep Ier